# Bertrand Ier de Lautrec
Pour les articles homonymes, voir Bertrand de Lautrec.
Bertrand Ier de Lautrec (vers 1200 - 1258) dit Bertrand l'Ancien, est vicomte de Lautrec, de 1219 à 1258. Néanmoins, il ne possède que la moitié de la vicomté de Lautrec, partageant le domaine avec son frère Sicard VI.

## Biographie

### Croisade des albigeois
Membre de la famille de Lautrec, Bertrand Ier est le fils de Frotard III de Lautrec. 
Il combat au cours de la croisade des albigeois pour le parti cathare, aux côtés des comtes de Toulouse. Son frère Sicard VI de Lautrec s'étant allié aux croisés et combattant contre lui, il semble que cette stratégie soit un moyen de préserver l'intégrité de la famille de Lautrec : ainsi, si l'un ou l'autre des partis gagne, il y aura toujours un des frères parmi les vainqueurs. 
Lors du siège de Toulouse (1218), Bertrand Ier est capitaine, et commande la barbacane du château Narbonnais. Entre-temps, son père meurt, et il obtient la moitié de la vicomté, c'est-à-dire « le nord et le cœur du Lautrécois avec le riche fief des évêques de Cahors, la seigneurie de Paulin au nord-est, ainsi que les villages de Saint-Julien-du-Puy et de Ganoubre, la bastide de Moulayrès et le château de Brametourte ».

### Perte et restitution des biens
Après la soumission du Languedoc en 1226, la vicomté est confisquée à Bertrand Ier, mais aussi à son frère, rallié aux cathares à la fin de la croisade. En 1230, Bertrand Ier, resté fidèle au comte Raimond VII de Toulouse l'accompagne en Provence pour lutter contre le comte Raimond-Bérenger. 
En 1235, il se voit restituer la vicomté, probablement grâce à l'aide de sa fille Armoise de Lautrec, amie intime de la princesse Isabelle de France, fille de Louis VIII. 
De nouveau en 1242, lors de la révolte languedocienne et poitevine, il combat de nouveau le roi de France aux côtés du comte de Toulouse. C'est de nouveau un échec, même si cela n'a pas d'influence sur le sort de la vicomté. En 1249, il est contraint de prêter serment de fidélité au nouveau comte de Toulouse, Alphonse de Poitiers, frère du roi.
Quelques années plus tard, mais à une date inconnue, Bertrand Ier tue le fils d'Ermengarde de Paulin, et est condamné à de la prison. Il est finalement libéré par ordre du roi Saint-Louis, contre 200 livres et la promesse de se rendre en croisade en Terre Sainte. Il obéit à cette injonction, et trouve la mort en 1258, alors qu'il se trouve en Palestine.

## Descendance
Il a un fils unique, Sicard VII de Lautrec, qui hérite de sa part de la vicomté à sa mort. Il a aussi trois filles :
- Armoise de Lautrec, qui aurait été amie avec Isabelle de France, fille de Louis VIII ;
- Comtors de Lautrec, abbesse de Vielmur de 1256 à 1286 ;
- Sybille de Lautrec, abbesse de Vielmur de 1256 à 1309.

## Théories sur sa naissance
Selon une historiographie du XVIIe siècle, Bertrand Ier et son frère Sicard VI ne seraient pas les fils de Frotard III de Lautrec, mort sans postérité, mais ceux d'Alix de Lautrec (sœur de Frotard III) et de Baudouin de Toulouse, vicomte de Bruniquel et frère du comte Raymond VI de Toulouse. Néanmoins, cette thèse est démentie par l'historien Philippe Zalmen Ben-Nathan, qui se base sur une archive plus ancienne de 1455. Celle-ci, écrite par Michel de Bernis, archiviste des comtes de Foix, prouve que Frotard III de Lautrec est bien le père de Sicard VI et de Bertrand Ier. Ceci est confirmé par la découverte d'une généalogie de la même époque allant en ce sens, dans les archives du Tarn.
Cette tradition selon laquelle la famille de Lautrec serait à partir de Frotard III issue de la maison de Toulouse a laissé des traces dans l'histoire : en effet, quelques générations plus tard, Pierre III de Lautrec se fera appeler de Toulouse-Lautrec, justifiant ce nom en déclarant descendre des comtes de Toulouse. Ce nom restera, et la branche de Toulouse-Lautrec est la dernière subsistante aujourd'hui. De plus, le célèbre peintre Henri de Toulouse-Lautrec est donc issu de cette ramification.